# 中国大唐集团
39°54′53″N 116°21′47″E / 39.9147136°N 116.36304°E
中国大唐集团有限公司，是2002年12月29日在原国家电力公司部分企事业单位基础上组建而成的特大型发电企业集团，中国大陸公有中央企业，中国五大发电集团(中国华能集团公司、中国大唐集团公司、中国华电集团公司、国家能源投资集团有限责任公司、国家电力投资集团公司)之一，由国务院国有资产监督管理委员会监管。大唐集团旗下上市子公司包括有大唐国际发电股份有限公司、大唐集團新能源股份有限公司、大唐環境產業集團股份有限公司、大唐华银电力股份有限公司和广西桂冠电力股份有限公司。 截至2017年底，中国大唐集团公司在役及在建资产分布在全国31个省区市以及境外的缅甸、柬埔寨、老挝等国家和地区，资产总额达到7266亿元，员工总数约10万人，在役发电装机1.42亿千瓦。

## 标识
中国大唐集团公司标识由汉字小篆体“大唐”二字构成。从图案上看，标识形似大钟，稳如泰山，体现了集团公司稳健和务实的作风，寓意为基业稳固，前景美好。 
从字形上看，标识将汉字小篆体“大”和“唐”两字演变叠加在一起，结构紧凑，比例协调，方中有圆，圆中有方，寓意公平、公正、团结、和谐。标识上“大”字出头，预示着集团公司不断向上的发展趋势和无限的发展空间。 　　
从色彩上看，标识选用正红色（M100Y100），鲜艳醒目。红色历来被认为是中国的代表性颜色，具有代表国家、喜庆、文化传统的特点。将红色规定为集团公司的标准色，寓意集团公司的事业红红火火，灿烂辉煌。

## 所属部分发电厂
- 大唐耒阳发电厂
- 中国大唐集团安徽分公司淮南市洛河發電廠
- 内蒙古大唐国际托克托发电公司
- 内蒙古赤峰塞罕坝风电场
- 大唐龙滩水电站